# Port Pirie
Pour les articles homonymes, voir Pirie.
Port Pirie est une ville d'Australie-Méridionale en Australie située à 224 km au nord d'Adélaïde. Fondée en 1845, cette ville abrite une industrie lourde, et notamment des fonderies de plomb mais aussi d'argent, de zinc, de cuivre et d'or, sources d'une importante pollution chronique par le dioxyde de soufre et par le plomb. Elle compte 17 488 habitants en 2006.

## Géographie
La ville est située à 230 km au nord d'Adélaïde 8 km à l'intérieur des terres, enclavée entre le golfe Spencer à l'ouest et la chaine de Flinders à l'est, sur l'estuaire de la Pirie River.
Port Pirie a un climat semi-aride chaud (Köppen: BSh), avec des étés chauds et des hivers doux. La pluviométrie est basse: 345,9 mm par an, avec un maximum d'hiver. Cet climat sec rend la région peu propice à l'agriculture et aux élevages. La température la plus élevée enregistrée est de 46,3 ºC le 4 janvier 1979, tandis que la température la plus basse est de −1,7 ºC le 27 juin 1958.
| Mois                                            | jan. | fév. | mars | avril | mai  | juin | jui. | août | sep. | oct. | nov. | déc. | année |
| ----------------------------------------------- | ---- | ---- | ---- | ----- | ---- | ---- | ---- | ---- | ---- | ---- | ---- | ---- | ----- |
| Température minimale moyenne (°C)               | 17,7 | 17,9 | 16   | 13,2  | 10,7 | 8,4  | 7,7  | 8,2  | 9,8  | 11,9 | 14,4 | 16,4 | 12,7  |
| Température maximale moyenne (°C)               | 32   | 31,8 | 29,4 | 24,8  | 20,4 | 17,1 | 16,4 | 18,1 | 21,3 | 24,5 | 27,7 | 30   | 24,5  |
| Record de froid (°C)                            | 4,4  | 7,1  | 7,4  | 4,8   | −0,6 | −1,7 | −0,6 | −0,6 | 0,3  | 1,1  | 1,1  | 4,4  | −1,7  |
| Record de chaleur (°C)                          | 46,3 | 45,5 | 42,5 | 37,7  | 31   | 25,5 | 26,5 | 30   | 35   | 30,5 | 44   | 44,6 | 46,3  |
| Précipitations (mm)                             | 18,6 | 17,8 | 18,6 | 27,5  | 38,2 | 40,7 | 33,9 | 34,9 | 35,5 | 33,3 | 24,1 | 23   | 345,9 |
| dont nombre de jours avec précipitations ≥ 1 mm | 2,1  | 1,8  | 2,3  | 3,5   | 5,5  | 6,6  | 6,7  | 6,6  | 5,4  | 4,6  | 3,5  | 2,8  | 51,4  |
| Humidité relative (%)                           | 36   | 39   | 40   | 45    | 57   | 63   | 60   | 53   | 48   | 43   | 41   | 39   | 47    |

## Étymologie, histoire
La ville doit son nom au premier bateau, le John Pirie qui aborda dans l'estuaire pour apporter des moutons.
Avant l'arrivée des Européens, la région était habitée par les aborigènes Nukunu. L'endroit était appelé 'Tarparrie' qui signifierait la « rivière boueuse ». Le premier Européen à voir la région fut Matthew Flinders en 1802 lorsqu'il explora le golfe Spencer en bateau. Le premier à explorer la région fut Edward Eyre qui explora la zone entourant Port Augusta. John A. Horrocks découvrit un passage permettant de traverser la chaîne de Flinders.

## Industrie et environnement
L'économie locale repose en grande partie et depuis plus d'un siècle sur l'industrie lourde. La ville abrite notamment des fonderies de plomb, de zinc et d'autres métaux.
En 1934, la ville avait la plus grande fonderie de plomb au monde. Le minerai qu'on y traite provient des mines de plomb et de zinc de Broken Hill.

Ce contexte industriel et un climat aride très propice aux (ré)envols de poussière fait de cette ville l'une des plus polluées par les métaux lourds en Australie et au monde. La population y souffre depuis plus de 130 ans d'une fréquence élevée de saturnisme (intoxication chronique par le plomb dans ce cas), et notamment de saturnisme infantile,,,. L'entreprise a été poursuivi pour pollution de l'air et mise en demeure d'agir en raison des atteintes à la santé habitants de la région par le plomb.